# Islamic Pulse
Islamic Pulse är en mediaorganisation baserad i den heliga staden Qom och som producerar bilder, videoklipp och artiklar om islam. Islamic Pulse använder sig av lärda akademiker inom islam, och har som mål att påminna folk om den islamiske profeten Muhammeds och Ahl al-Bayts budskap.